# Aegyptobia lineati
Aegyptobia lineati är en spindeldjursart som beskrevs av Meyer och Van Dis 1993. Aegyptobia lineati ingår i släktet Aegyptobia och familjen Tenuipalpidae. Inga underarter finns listade i Catalogue of Life.